# Kanaal Dessel-Kwaadmechelen
Kanaal Dessel-Kwaadmechelen – kanał w Belgii, w prowincjach Antwerpia i Limburgia. Jego długość wynosi 15,8 km. Rozpoczyna się w okolicach Dessel na skrzyżowaniu dróg wodnych z kanałami Bocholt-Herentals oraz Dessel-Turnhout-Schoten i biegnie na południe do Kwaadmechelen, gdzie łączy się z Kanałem Alberta. Kanał został wybudowany w latach 1854–1858 jako „Hasselts Vaartje” i początkowo był dłuższy, ciągnąc się dalej na południe aż do Hasselt. Odcinek od Kwaadmechelen do Hasselt stał się jednak częścią otwartego w 1939 roku Kanału Alberta.